# Helicella bierzona
Helicella bierzona é uma espécie de gastrópode  da família Hygromiidae.
É endémica de Espanha.